# Petru Enache
Petru Enache (n. 4 februarie 1934, Bozieni, județul Neamț – d. 17 august 1987) a fost un om politic comunist din România.

## Biografie
Profesia sa de bază era strungar. A absolvit școala profesională de partid „Ștefan Gheorghiu” (1959- 1962), Facultatea de Știinte Economice din București. A devenit membru al Partidului Muncitoresc Român în 1955 și a deținut urmǎtoarele funcții de partid și de stat: prim-secretar al Comitetului regional U.T.M. Iași (1962), prim-secretar al C.C. al U.T.M./U.T.C. (1 noiembrie 1963 – decembrie 1967), prim-vicepreședinte al Comitetului executiv al Consiliului popular al municipiului Roman; secretar pentru probleme organizatorice al Comitetului județean de partid Neamț (10 mai 1976 – 7 martie 1978), prim-secretar al Comitetului județean de partid și președinte al Comitetului executiv al Consiliului popular al județului Neamț (7 martie 1978 – 21 august 1979) și Iași (28 august 1979 – 4 noiembrie 1980), vicepreședinte al Consiliului de Stat (1 aprilie 1980 - august 1987), membru al Comisiei pentru Agricultură, silvicultură și gospodărirea apelor a M.A.N. 1 aprilie 1980-1985, membru supleant al C.C. al P.M.R. (23 iulie 1965 – 12 august 1969); membru al C.C. al P.C.R. 22 noiembrie 1984 - august 1987.
După 1990, Nicolae Stan care a fost aghiotant al lui Nicolae Ceaușescu, general locotenent de securitate în rezervă, a relatat într-un interviu faptul că Petru Enache, secretar al CC al PCR cu probleme de propagandă, ar fi avut la o ședință o altercație violentă cu Elena Ceaușescu, „pe care a contrazis-o, i s-a opus rău de tot, cum nu se prea mai întâmplase de multe ori până atunci”. Iar „noaptea a fost găsit în baie, plin de sânge”, decedat.,  

## Distincții
- Medalia Muncii (14 iunie 1957) „cu prilejul sărbătoririi zilei de 1 iunie «Ziua internațională a copilului», pentru merite deosebite în muncă”[4]
- Ordinul Muncii clasa a III-a (12 august 1959) „pentru merite deosebite în opera de construire a socialismului”[5]
- Ordinul „Steaua Republicii Populare Romîne” clasa a IV-a (18 august 1964) „pentru merite deosebite în opera de construire a socialismului, cu prilejul celei de a XX-a aniversări a eliberării patriei”[6]
- Ordinul „Tudor Vladimirescu” clasa a IV-a (30 aprilie 1966) „cu prilejul celei de-a 45-a aniversări de la înființarea Partidului Partidului Comunist din România, pentru merite deosebite în opera de construire a socialismului”[7]
- Ordinul Muncii clasa a II-a (24 aprilie 1967) „cu prilejul aniversării a 45 de ani de la crearea Uniunii Tineretului Comunist”[8]
- Ordinul Muncii clasa I (20 august 1984) „pentru contribuția deosebită adusă la înfăptuirea politicii Partidului Comunist Român de făurire a societății socialiste multilateral dezvoltate în patria noastră, cu prilejul celei de-a 40-a aniversări a revoluției de eliberare socială și națională, antifascistă și antiimperialistă”[9]
- Medalia comemorativă „A 40-a aniversare a revoluției de eliberare socială și națională, antifascistă și antiimperialistă” (20 august 1984) „pentru contribuția deosebită adusă la înfăptuirea politicii Partidului Comunist Român de făurire a societății socialiste multilateral dezvoltate în patria noastră, cu prilejul celei de-a 40-a aniversări a revoluției de eliberare socială și națională, antifascistă și antiimperialistă”[10]